# Gerhard Kleppinger
Gerhard Kleppinger, född den 1 mars 1958 i Ober-Ramstadt i Västtyskland, är en västtysk fotbollsspelare som tog OS-brons i fotbollsturneringen vid de olympiska sommarspelen 1988 i Seoul.